# Mon cheri Fonni
Mon cheri Fonni è il primo album di Benito Urgu, pubblicato nel 1978 da CGD.

## L'album
Il disco è stato ristampato nel 1979 in edizione economica per la Record Bazaar con il titolo Sexy Fonni.

## Tracce
Lato A
1. Mon cheri Fonni (G. Medas - B. Urgu)
2. La porsea (A. Casadei - B. Stalla)
3. Bambina (G. Medas - B. Urgu)
4. Chi è che è (G. Medas - B. Urgu - Giuma)
5. Il gallo è morto (W. Valdi - A. Celso)

Lato B
1. Sexy Fonni (G. Medas - B. Urgu)
2. Sa murra (G. Medas - B. Urgu)
3. Piovò (G. Medas - B. Urgu)
4. Whisky, Birra e Johhny Cola (G. Medas - B. Urgu)
5. Il gallo è morto (W. Valdi - A. Celso)
6. Stornelli in Paris (G. Medas - B. Urgu)